# Espinasses
Pour les articles homonymes, voir Espinasse.
Espinasses est une commune française située dans le département des Hautes-Alpes en région Provence-Alpes-Côte d'Azur.

## Géographie

### Localisation
La partie nord de la commune d'Espinasses est à peu près délimitée par l'amont du bassin versant du torrent de Trente Pas c'est-à-dire entre le mont Colombis et la Viste. C'est là qu'on trouve la centrale photovoltaïque d'Espinasses.
La partie sud de la commune est délimitée par les torrents de Merdaret et de Trente Pas et au sud par la Durance.

Paysages d’Espinasses
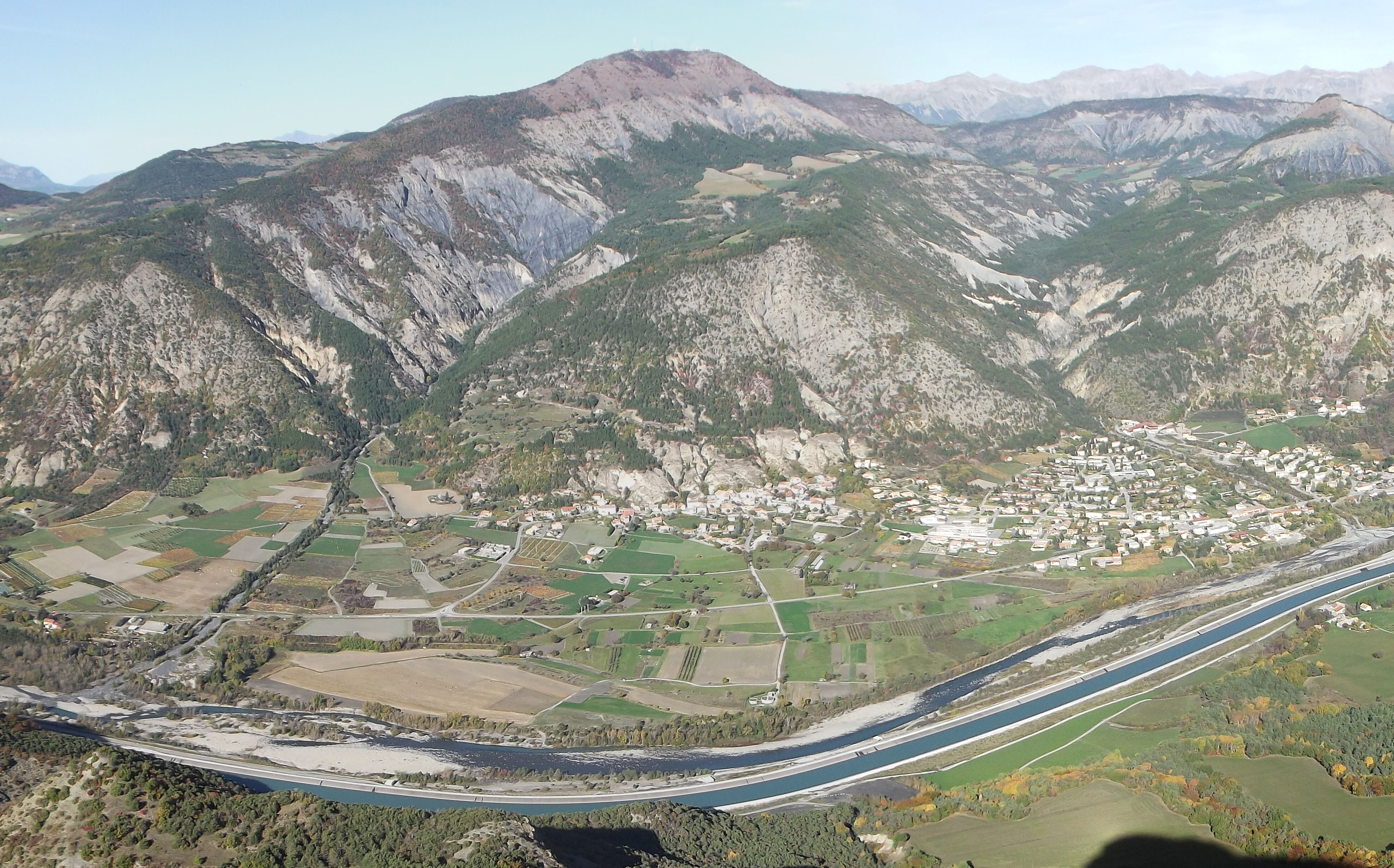
Vue générale de la commune d'Espinasses.
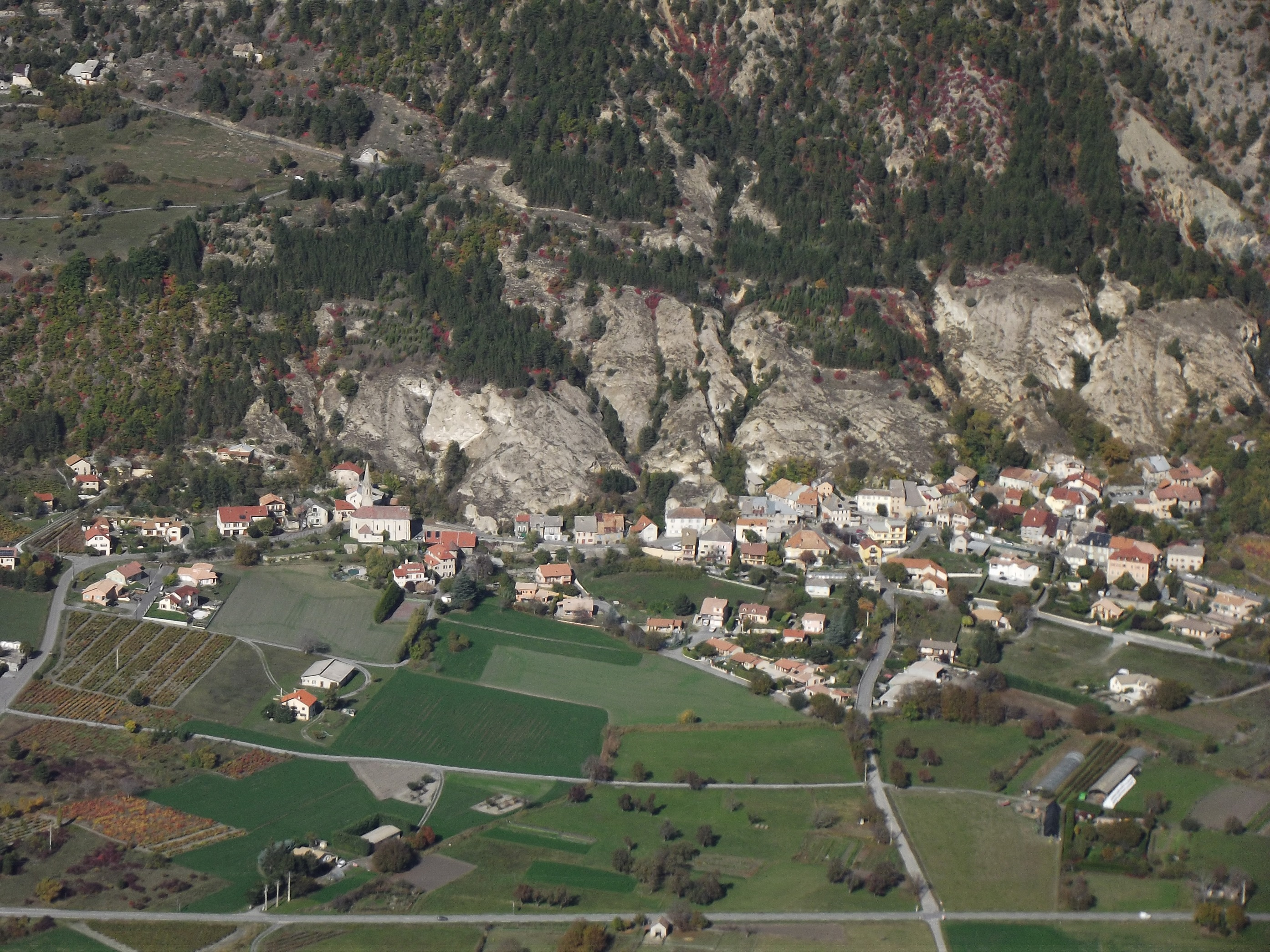
Vue du vieux village d'Espinasses.
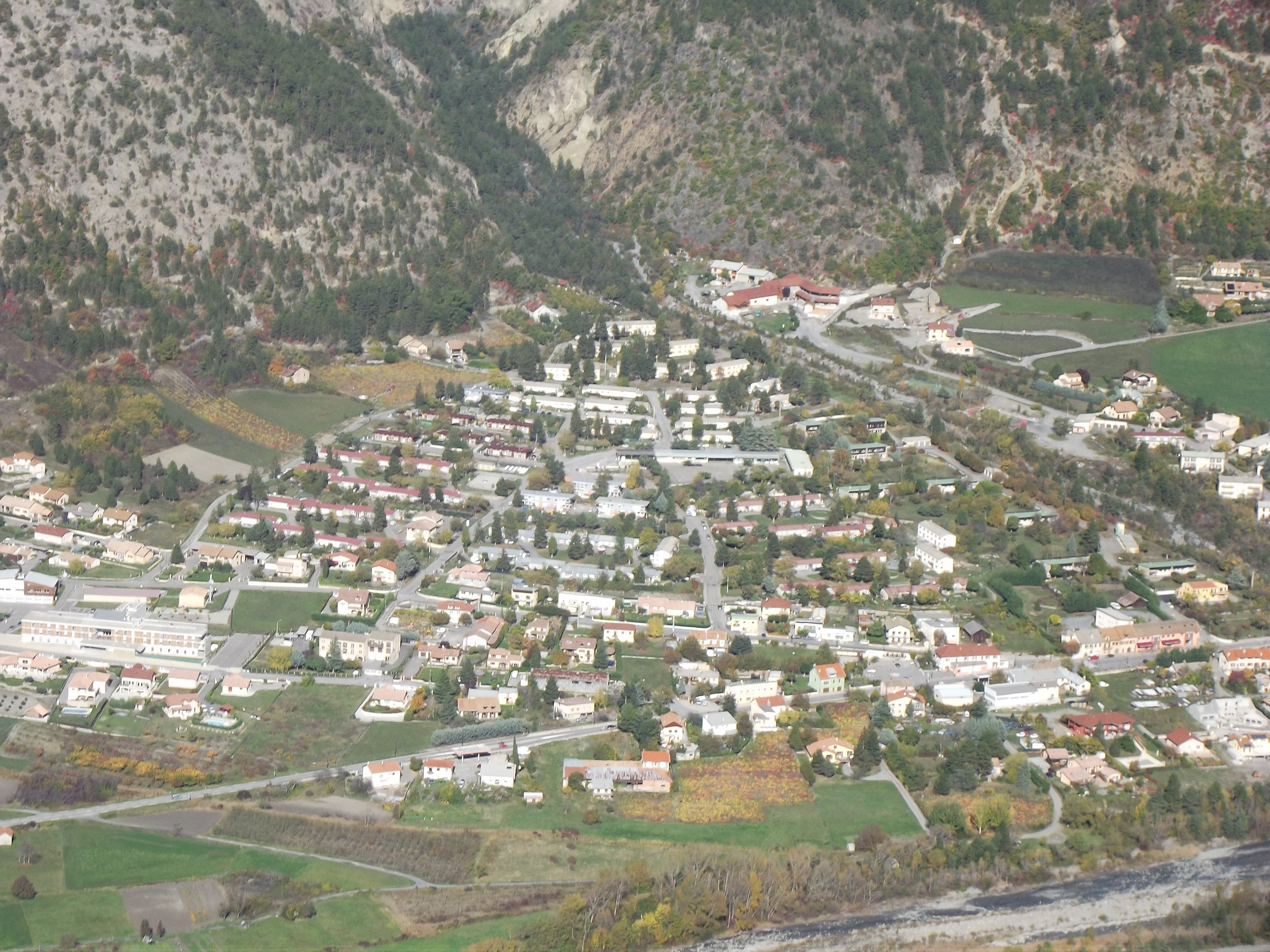
Vue de l'extension moderne du village d'Espinasses.

Elle est située à 9,7 km au sud-sud-ouest du bureau centralisateur de canton Chorges et à 15,2 km au sud-est du chef-lieu de département Gap.
Six communes sont limitrophes d'Espinasses, dont une située dans le département limitrophe des Alpes-de-Haute-Provence : Avançon, La Bréole, Chorges, Montgardin, Rousset et Théus.
| Théus, Avançon | Montgardin | Rousset, Chorges |
| Rochebrune     | Espinasses | La Bréole        |
|                |            |                  |

### Transports
La commune est traversée par la route départementale 900b, sur l'axe reliant Sisteron et Gap à Barcelonnette, ainsi que par la route départementale 55 qui passe dans le village.
Elle est en outre reliée à Chorges par la route départementale 3.

### Climat
Pour des articles plus généraux, voir Climat de Provence-Alpes-Côte d'Azur et Climat des Hautes-Alpes.
En 2010, le climat de la commune est de type climat méditerranéen altéré, selon une étude du Centre national de la recherche scientifique s'appuyant sur une série de données couvrant la période 1971-2000. En 2020, Météo-France publie une typologie des climats de la France métropolitaine dans laquelle la commune est exposée à un climat de montagne ou de marges de montagne et est dans la région climatique Alpes du sud, caractérisée par une pluviométrie annuelle de 850 à 1 000 mm, minimale en été.
Pour la période 1971-2000, la température annuelle moyenne est de 10,5 °C, avec une amplitude thermique annuelle de 18,4 °C. Le cumul annuel moyen de précipitations est de 914 mm, avec 7,5 jours de précipitations en janvier et 5,3 jours en juillet. Pour la période 1991-2020, la température moyenne annuelle observée sur la station météorologique de Météo-France la plus proche, « Turriers », sur la commune de Turriers à 9 km à vol d'oiseau, est de 10,6 °C et le cumul annuel moyen de précipitations est de 795,7 mm. 
La température maximale relevée sur cette station est de 40 °C, atteinte le 23 août 2023 ; la température minimale est de −17 °C, atteinte le 1er février 2010,,.
Les paramètres climatiques de la commune ont été estimés pour le milieu du siècle (2041-2070) selon différents scénarios d'émission de gaz à effet de serre à partir des nouvelles projections climatiques de référence DRIAS-2020. Ils sont consultables sur un site dédié publié par Météo-France en novembre 2022.

## Urbanisme

### Typologie
Au 1er janvier 2024, Espinasses est catégorisée bourg rural, selon la nouvelle grille communale de densité à 7 niveaux définie par l'Insee en 2022.
Elle est située hors unité urbaine. Par ailleurs la commune fait partie de l'aire d'attraction de Gap, dont elle est une commune de la couronne,. Cette aire, qui regroupe 73 communes, est catégorisée dans les aires de 50 000 à moins de 200 000 habitants,.

### Occupation des sols
L'occupation des sols de la commune, telle qu'elle ressort de la base de données européenne d’occupation biophysique des sols Corine Land Cover (CLC), est marquée par l'importance des forêts et milieux semi-naturels (80,4 % en 2018), en augmentation par rapport à 1990 (78,8 %). La répartition détaillée en 2018 est la suivante : 
forêts (37,6 %), espaces ouverts, sans ou avec peu de végétation (25,5 %), milieux à végétation arbustive et/ou herbacée (17,3 %), zones agricoles hétérogènes (14,1 %), zones urbanisées (3,7 %), cultures permanentes (1,8 %).
L'évolution de l’occupation des sols de la commune et de ses infrastructures peut être observée sur les différentes représentations cartographiques du territoire : la carte de Cassini (XVIIIe siècle), la carte d'état-major (1820-1866) et les cartes ou photos aériennes de l'IGN pour la période actuelle (1950 à aujourd'hui).

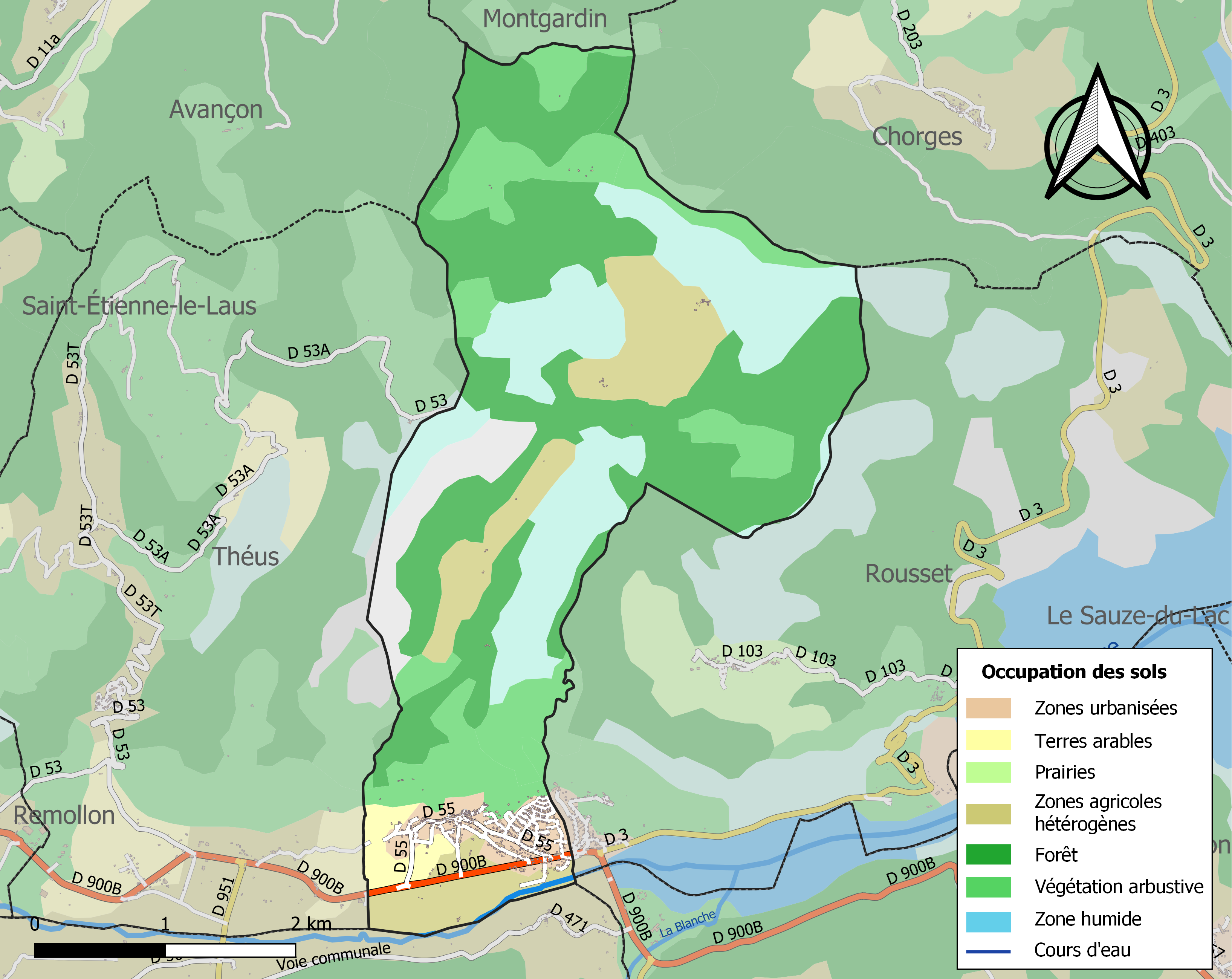
Carte de l'occupation des sols de la commune en 2018 (CLC).

### Risques naturels et technologiques
Espinasses est soumise à plusieurs risques :
- feu de forêt ;
- inondation ;
- mouvement de terrain (glissement de terrain, éboulement, tassements différentiels) ;
- séisme (zone de sismicité de niveau 4) ;
- rupture de barrage (la commune serait touchée en cas de rupture du barrage de Serre-Ponçon)[17].

Il n'existe ni plan de prévention des risques ni DICRIM.

## Toponymie
Le nom de la localité est attesté sous les formes Espinacie en 1210, Espinatie au XIIIe siècle, Espinasses' dès 1512.
Espinassas en vivaro-alpin.
Espinasses dérive du pluriel de l'occitan  espinasso, « endroit plein d'épines » ou ceinturé d'épines, ou d'arbustes épineux.
Espinasses fait référence au village d'origine qui est aujourd'hui le hameau de "Viére" (Viera en Occitan, faisant référence au lieu principal d'une commune).

## Histoire
Le dimanche 2 juin 2013 est célébré à Espinasses le premier mariage homosexuel des Hautes-Alpes, qui fut également l'un des premiers en France.

## Politique et administration

### Liste des maires
| Période                                  | Période   | Identité         | Étiquette | Qualité                           |
| ---------------------------------------- | --------- | ---------------- | --------- | --------------------------------- |
| Les données manquantes sont à compléter. |           |                  |           |                                   |
| mars 2001                                | mars 2008 | Denise Monteil   |           |                                   |
| mars 2008                                | En cours  | Francine Michel, |           | Ancienne profession intermédiaire |

### Intercommunalité
Espinasses fait partie:
- de 1995 à 2017, de la communauté de communes du Pays de Serre-Ponçon ;
- À partir du 1er janvier 2017, de la communauté de communes Serre-Ponçon Val d'Avance[24].

## Population et société

### Démographie
L'évolution du nombre d'habitants est connue à travers les recensements de la population effectués dans la commune depuis 1793. Pour les communes de moins de 10 000 habitants, une enquête de recensement portant sur toute la population est réalisée tous les cinq ans, les populations de référence des années intermédiaires étant quant à elles estimées par interpolation ou extrapolation. Pour la commune, le premier recensement exhaustif entrant dans le cadre du nouveau dispositif a été réalisé en 2007.

En 2022, la commune comptait 792 habitants, en évolution de +3,94 % par rapport à 2016 (Hautes-Alpes : +0,4 %, France hors Mayotte : +2,11 %).
| 1793 | 1800 | 1806 | 1821 | 1831 | 1836 | 1841 | 1846 | 1851 |
| ---- | ---- | ---- | ---- | ---- | ---- | ---- | ---- | ---- |
| 396  | 395  | 462  | 469  | 501  | 510  | 471  | 479  | 507  |

| 1856 | 1861 | 1866 | 1872 | 1876 | 1881 | 1886 | 1891 | 1896 |
| ---- | ---- | ---- | ---- | ---- | ---- | ---- | ---- | ---- |
| 466  | 458  | 462  | 440  | 442  | 437  | 441  | 404  | 386  |

| 1901 | 1906 | 1911 | 1921 | 1926 | 1931 | 1936 | 1946 | 1954 |
| ---- | ---- | ---- | ---- | ---- | ---- | ---- | ---- | ---- |
| 362  | 408  | 363  | 316  | 288  | 271  | 267  | 249  | 277  |

| 1962 | 1968 | 1975 | 1982 | 1990 | 1999 | 2006 | 2007 | 2012 |
| ---- | ---- | ---- | ---- | ---- | ---- | ---- | ---- | ---- |
| 790  | 506  | 533  | 565  | 505  | 587  | 651  | 660  | 695  |

| 2017 | 2022 | - | - | - | - | - | - | - |
| ---- | ---- | - | - | - | - | - | - | - |
| 796  | 792  | - | - | - | - | - | - | - |

### Enseignement
Espinasses dépend de l'académie d'Aix-Marseille. L'école primaire « Le Clap » d'Espinasses accueille 90 enfants.

## Économie
Construit en 1966, le barrage d'Espinasses est un barrage qui sert de bassin de compensation au barrage de Serre-Ponçon. Il en dévie une partie dans le canal EDF dit de Curbans, qui alimente la centrale électrique de cette commune.

## Culture locale et patrimoine

### Lieux et monuments

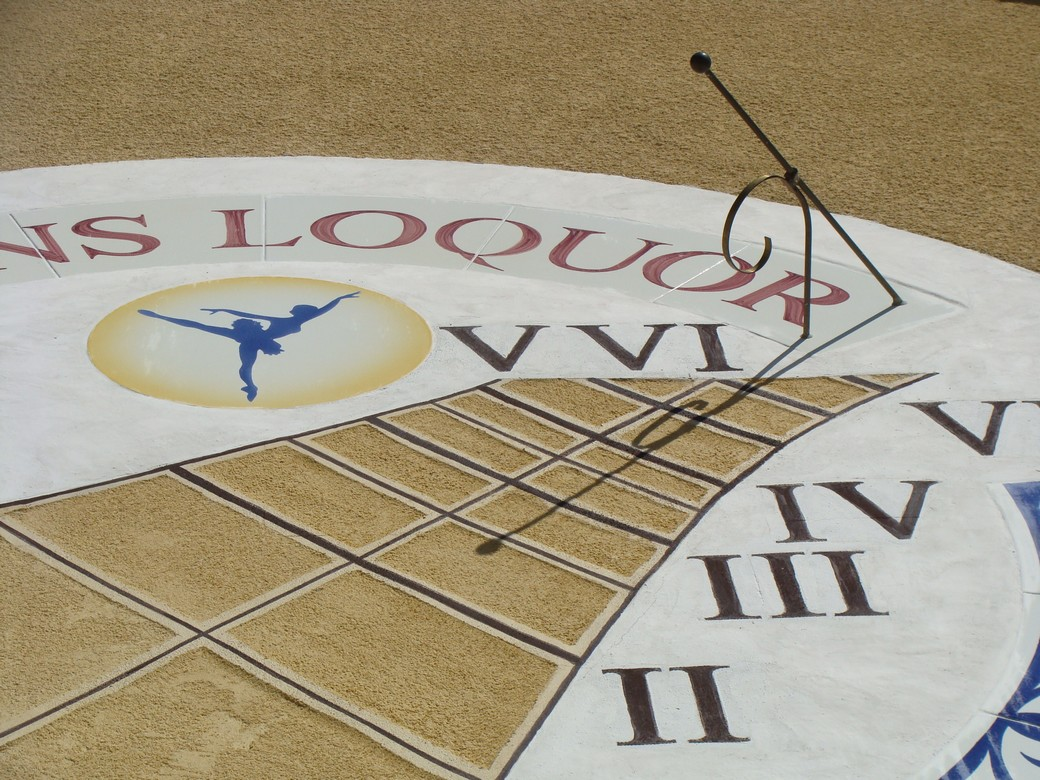
Le cadran solaire.

- L'église Sainte-Brigitte d'Espinasses, atypiquement orientée à l'ouest.
- Chapelle Saint-Jean-Baptiste de Vière.
- Le cadran solaire mural de la place Ernest-Rougon, cadran de type vertical déclinant, c'est-à-dire non orienté au sud, et nécessitant un calcul complexe pour déterminer l'heure vraie.
- Les fontaines.

### Cinéma
- Le court-métrage Dramonasc, réalisé par Céline Gailleurd et Olivier Bohler a été tourné en partie dans la commune en 2017.

### Personnalités liées à la commune
- Maurice Désiré Garnier (1814-1896), homme politique né à Espinasses, député des Hautes-Alpes de 1863 à 1869.
- Victor Brauner a séjourné en 1945 dans la commune

### Héraldique
| Blason de Espinasses | Blason  | Écartelé : au 1er et 4e de gueules au lion couronné d'or, au 2e et 3e d'azur au chevron d'or au chef du même chargé de trois triangles renversés de gueules. |
| Blason de Espinasses | Détails | Le statut officiel du blason reste à déterminer. |